# Hugh Hopper

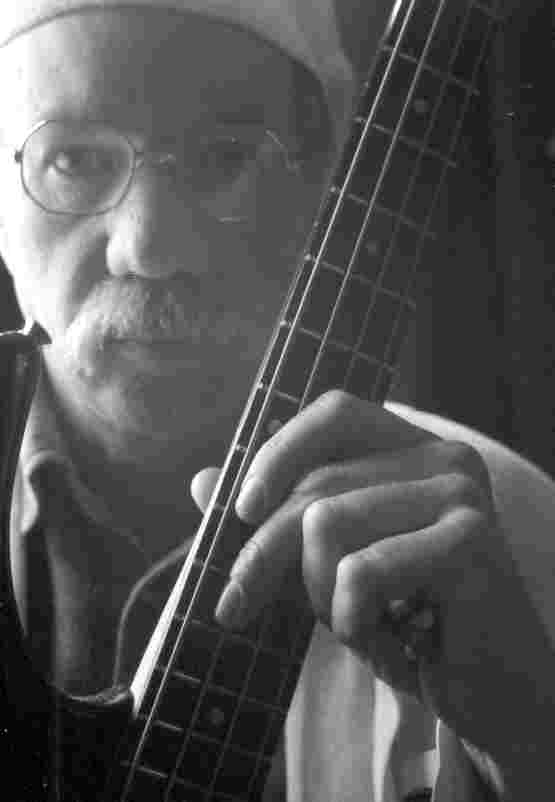
Hugh Hopper

Hugh Hopper (* 29. April 1945 in Whitstable (Canterbury), Kent, England; † 7. Juni 2009) war ein britischer Bassist und Komponist. Er wurde bekannt durch seine Mitgliedschaft in der englischen Band Soft Machine, der er von 1968 bis 1973 angehörte.

## Die frühen Jahre
Seine Musikerlaufbahn begann in den 1960er-Jahren in der Band Wilde Flowers in der Bischofsstadt Canterbury, in der auch der spätere Soft Machine-Trommler Robert Wyatt mitwirkte. Um die Band herum entwickelte sich eine lokale Musik-Szene, die später als Canterbury Sound bekannt wurde.

## Soft Machine
Zu der Zeit, als sich Soft Machine formierten, hatte sich Hopper zunächst als Road-Manager für die Yameta Organisation verpflichtet, eine Agentur, die neben der Jimi Hendrix Experience schließlich auch Soft Machine unter Vertrag nahm. Durch das Ausscheiden von Gitarrist und Bassist Kevin Ayers fand Hopper schließlich wieder zum aktiven Musikerleben zurück. Zu seinen größten Einflüssen in jener Zeit zählten Frank Zappa, die späten Beatles, Jimi Hendrix, aber auch zeitgenössische elektronische Musik. Hopper prägte als Bassist und Komponist maßgeblich das zweite Soft Machine-Album „Volume Two“. Neben Keyboarder Mike Ratledge war er auf den kommenden Alben „Third“ und „Fourth“ die treibende kompositorische Kraft der Band. Sein letztes Album mit „Soft Machine“ hieß „Six“.

## Der Instrumentalist und Komponist Hugh Hopper
Der Jazz-Publizist Joachim-Ernst Berendt sieht in seiner beweglichen Bass-Spielweise gemeinsam mit Bassisten wie Jack Bruce, Eberhard Weber und Chuck Rainey einen wichtigen Meilenstein zu den Virtuosen des Fusion Jazz wie Jaco Pastorius und Percy Jones in der zweiten Hälfte der 1970er Jahre. Auffallend in Hoppers Spielweise ist die häufige Verwendung von Verzerrer-Pedalen wie dem legendären Fuzz Face (bekannt durch u. a. Jimi Hendrix). Hopper wechselte seinen Stil von kurzen Pop-Songs hin zu jazzigeren Themen und Experimenten mit Tape Loops und Versatzstücken der E-Musik Avantgarde.

## Nach Soft Machine
Er verließ Soft Machine Anfang 1973. Hopper schloss sich zunächst Stomu Yamashtas Projekt East Wind und dann der Formation Isotope an, der außerdem der Gitarrist Gary Boyle, der Keyboarder Laurence Scott und der Drummer Nigel Morris angehörten. Er verließ die Band bereits wieder ein Jahr später. Seitdem realisierte Hopper Alben unter eigenem Namen und bevorzugte in erster Linie sporadische Band-Projekte, die er von Zeit zu Zeit wieder reaktivierte. Im Jahr seines Ausscheidens bei Soft Machine nahm er unter eigenen Namen „1984“ auf, das die Atmosphäre des Orwell-Romans in düsteren, verstiegenen Klangbildern darstellte. Die Themen aus diesem Album und einige neuere Stücke wurden ferner auf dem späteren Album „Hopper Tunity Box“ vorgestellt. Das Originalalbum 1984 wurde 1998 in die Liste “100 Records That Set the World on Fire (While No One Was Listening)” von The Wire aufgenommen.
Aus früheren Projekten bekannte Themen werden bei Hopper gerne in neuen Konstellationen variiert, so geschehen bei seiner holländischen Hugh Hopper Band in den achtziger Jahren. Der musikalische Reiz bestand häufig aus dem Kontrast von bekannten kompositorischen Ideen und den eigenständigen Improvisationen neu hinzugekommener Musiker. Ein einmaliger musikalischer Einfall gewann damit stets neue Dimensionen. Die wechselnde Zusammenarbeit mit verschiedenen Kollegen wie Lisa S. Klossner, Kramer, Alan Gowen, Elton Dean, Mark Hewins und seinem alten Soft Machine-Kollegen Robert Wyatt stellten ein zentrales Moment in Hoppers Musikerdasein dar.
Einige von Hoppers Songs wurden inzwischen mehrfach gecovert so zum Beispiel „Memories“ (in einer Version der Funkjazz-Formation Material mit Gastsängerin Whitney Houston), „A Certain Kind“ von der französischen Elektrofunk-Combo Junesex (auf deren Album „So Fucking Chic“ aus dem Jahr 2004) oder „Dedicated To You But You Weren’t Listening“ von der Keith Tippett Group oder Kramer.
1999 gründete sich unter dem Namen SoftWhere eine Band in der Besetzung Elton Dean, Hugh Hopper, John Marshall und Keith Tippett. 2002 ging Keith Tippet, Allan Holdsworth kam, die Band gab sich den Namen Soft Works. Nach einer weiteren Umbenennung in Soft Machine Legacy spielte die Band seit Herbst 2004 in der Besetzung Elton Dean, Hugh Hopper, John Marshall und John Etheridge und veröffentlichte drei Alben: Live in Zaandam (2005), das Studio-Album Soft Machine Legacy (2006) und Live at the New Morning (2006). Nach dem Tod von Elton Dean im Februar 2006 spielte nun Theo Travis mit. Nach einer Europatournee 2006 veröffentlichte das neue Quartett 2007 vor einer weiteren Tournee das 2006 in Jon Hisemans Studio aufgenommene Album Steam bei Moonjune Records. Daneben gründeten Hopper und Elton Dean 2003 die Gruppe „Soft Bounds“ mit Sophia Domancich und Simon Goubert.
Am 7. Juni 2009 starb Hugh Hopper an Leukämie. Die Krankheit war im Vorjahr diagnostiziert worden.

## Diskografie (Auswahl)
- Soft Machine: Volume Two (1969)
- Soft Machine: Third (1970)
- Soft Machine: Fourth (1971)
- Soft Machine: Five (1972)
- Soft Machine: Six (1973)
- Hugh Hopper: 1984 (1973)
- Stomu Yamashta’s East Wind: Freedom is Frightening (1973)
- Stomu Yamashta’s East Wind: One by One (1974)
- Robert Wyatt: Rock Bottom (1974)
- Isotope: Illusion (1975)
- Hugh Hopper Monster Band: atmosphere (1974)
- Hugh Hopper: Hopper Tunity Box (1977)
- Hopper/Dean/Tippett/Gallivan: Cruel But Fair (1977)
- Carla Bley Band: European Tour 1977 (1978)
- Gilgamesh: Another Fine Tune You’ve Got Me Into (1978)
- Soft Heap (1978)
- Hugh Hopper/Elton Dean/Alan Gowen/Dave Sheen: Rogue Element (1978)
- Hugh Hopper/Alan Gowen: Two Rainbows Daily (1980)
- Pip Pyle’s Equipe Out (1987)
- Phil Miller: Cutting Both Ways (1987)
- Hugh Hopper Band: Alive (1989)
- Hugh Hopper Band: Meccano Pelorus (1991)
- Lindsay Cooper: Oh Moscow (1991)
- Hugh Hopper & Kramer: A Remark Hugh Made (1994)
- The Wilde Flowers (1965–1969 recordings) (1994)
- Hugh Hopper: Hooligan Romantics (1994)
- Hugh Hopper Band: Carousel (1995)
- Hugh Hopper/Mark Hewins: Adreamor (1995)
- Hughscore: Highspot Paradox (1997)
- Hughscore: Delta Flora (1999)
- Hugh Hopper/Lisa S. Klossner: Cryptids (2000)
- Glass Cage: Glass Cage Paratactile (2001)
- Hugh Hopper: Jazzloops (2002)
- Soft Works: Abracadabra (2003)
- Polysoft: Tribute to Soft Machine (2003)
- Hugh Hopper/Julian Whitfield: In a Dubious Manner (2004)
- Hugh Hopper/Matt Howarth: The Stolen Hour (2004)
- Soft Machine Legacy: Live in Zaandam (2005)
- Soft Machine Legacy: Soft Machine Legacy (2006)
- Soft Machine Legacy: Live at the New Morning (2006)
- Hugh Hopper/Elton Dean/Hoppy Kamiyama/Yoshida Tatsuya: Soft Mountain (2006, aufgenommen 2003 in Japan)[3]
- Hugh Hopper/Simon Picard/Steve Franklin/Charles Hayward: Numero D’Vol (2007)
- Soft Machine Legacy: Steam (2007)
- Mad Axe Quartet: Over There (2020, aufgenommen 1985), mit Lol Coxhill, Mark Hewins, David Sheen